# 靱
靱（うつぼ）は、大阪府大阪市西区の地域名称。現在の靱本町および江之子島2丁目東部に概ね該当する。

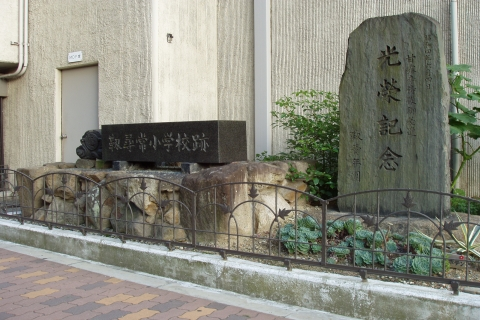
靱小学校の址。甘露寺侍従御差遣記念の碑。

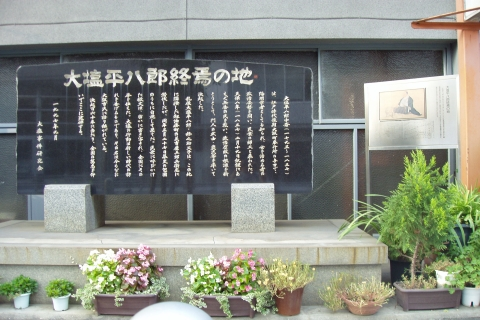
天理教飾大分教会敷地内大塩中斎終焉の地の碑。

## 概要

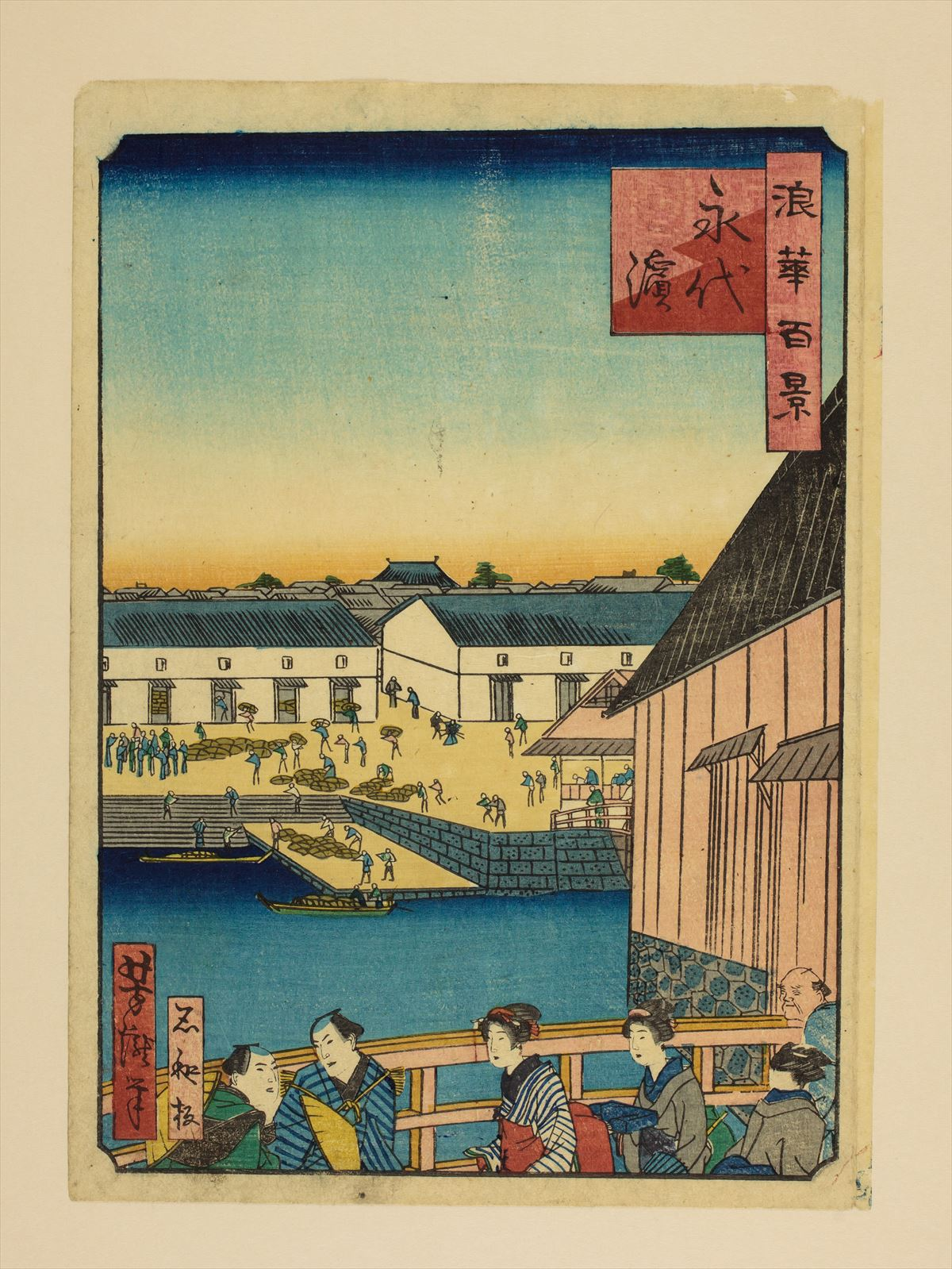
永代浜 (浪花百景)

東を西横堀川、西を百間堀川、南を阿波堀川、北を京町堀川で囲まれた島を指し、阿波堀川の太郎助橋（現：靱本町1交差点）付近からは海部堀川が分岐し、地内を流れていたが、現在これらの堀川は全て埋め立てられている。
かつて靱の海部堀川沿いには海産物市場が形成され、荷揚場は「永代浜」と呼ばれた。また、海産物を中心とする問屋街も広がっていた。
第二次世界大戦直後に北部の大半を占領軍に接収され、小型飛行機発着用の靱飛行場が建設された。占領が解除された後は、大阪市が都市公園として整備し、靱公園となった。

## 歴史

### 地名の由来
豊臣秀吉がお供を従えて市中巡視をした際、町で魚商人たちが『やすい、やすい』と威勢のよい掛け声で魚を売っていたのを聞き、『やすとは靫（矢を入れる道具。矢巣とも言った）のことじゃな』と洒落たことからその名が付いた。また、海部堀川の永代浜の形がその矢巣の形に似ていたからという説もあるが、海部堀川が開削されたのは大坂の陣後のことで、もともと天満の鳴尾町（現：北区天神西町）に居た魚商人たちが船場へ移転した際に靱町（のち本靱町。現：中央区伏見町1丁目）の町名がすでに見える。

## 主な施設
- 大阪科学技術館
- 靱幼稚園 - 元は靱小学校の付属幼稚園。
- 靱公園
- 楠永神社
- 天理教飾大分教会

### かつて存在した施設
- 靱蹴球場
- 靱飛行場
- 靱小学校 - 現在は廃校。